# Forrest Stanley
Pour les articles homonymes, voir Stanley et Forrest.
Forrest Stanley est un acteur et scénariste américain né le 21 août 1889 à New York, État de New York (États-Unis), et mort le 27 août 1969 à Los Angeles (Californie).

## Filmographie

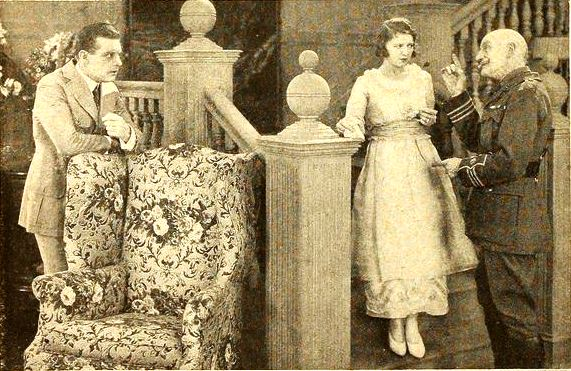
Forrest Stanley dans His Official Fiancée (1919).

### Acteur
- 1915 : Wooed by a Wildman
- 1915 : Pretty Mrs. Smith (en) de Hobart Bosworth : Mr. Smith No. 2, Forrest
- 1915 : The Wild Olive (en) d'Oscar Apfel : Norrie Ford
- 1915 : The Rug Maker's Daughter (en) d'Oscar Apfel : Robert Van Buren
- 1915 : The Yankee Girl (en) de Jack J. Clark : Jack Lawrence
- 1915 : Jane de Frank Lloyd : Charles Shackleton
- 1915 : The Reform Candidate de Frank Lloyd : Richard Benton
- 1916 : The Tongues of Men de Frank Lloyd : rév. Sturgis
- 1916 : Madame la Presidente de Frank Lloyd : Cyprian Gaudet
- 1916 : He Fell in Love with His Wife : James Holcroft
- 1916 : The Code of Marcia Gray de Frank Lloyd
- 1916 : The Heart of Paula : Bruce McLean
- 1916 : Madeleine (The Making of Maddalena) de Frank Lloyd : George Hale
- 1919 : What Every Woman Wants : Philip Belden
- 1919 : Les Trois Prétendants (en) (The Rescuing Angel) de Walter Edwards : Joseph Whitely
- 1919 : Other Men's Wives : James Gordon
- 1919 : His Official Fiancée : Wililam 'Still' Waters

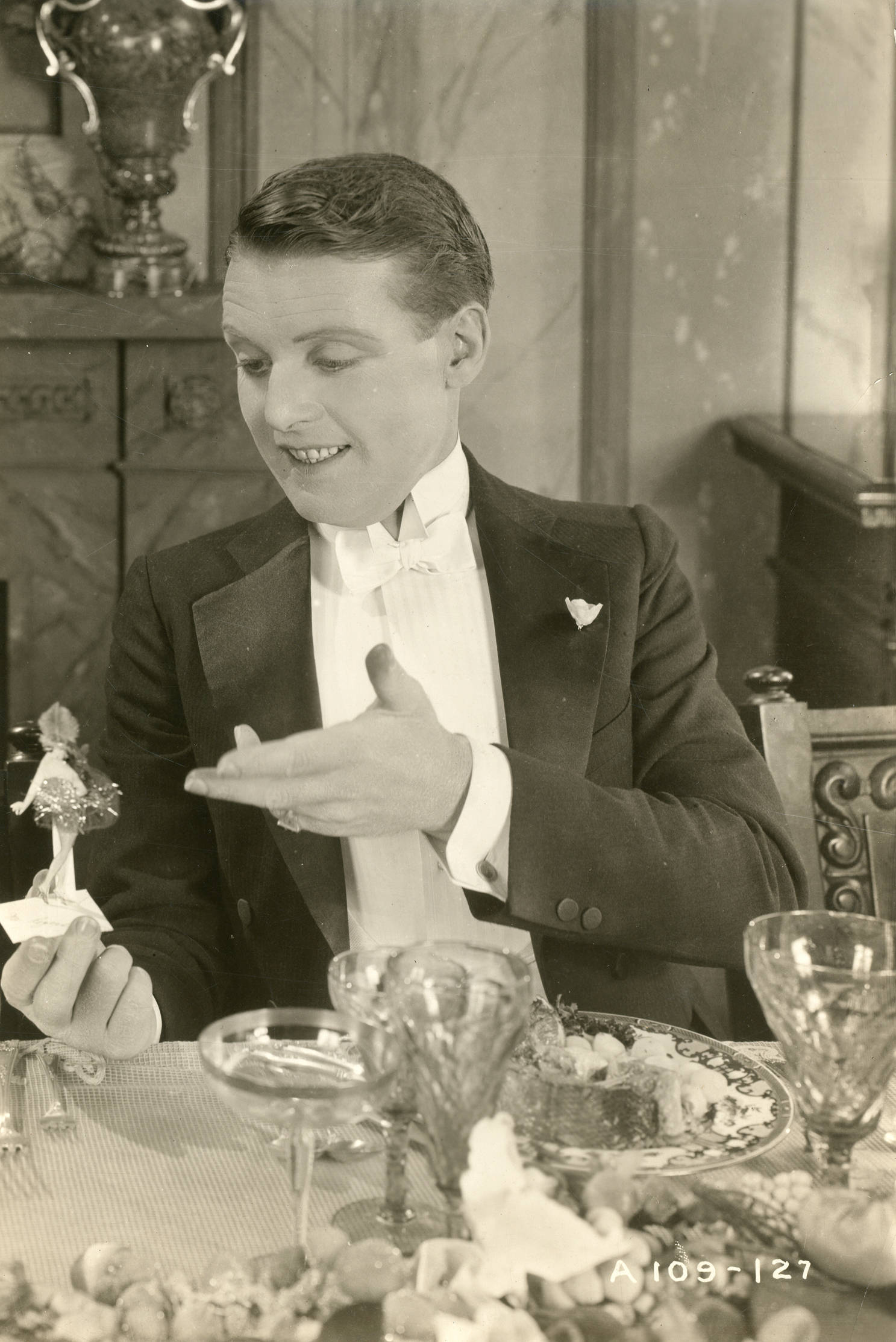
Forrest Stanley dans Le Fruit défendu (1921).

- 1919 : The Thunderbolt : Spencer Vail
- 1919 : Under Suspicion : Jerome Kent
- 1920 : The Triflers (en) : Monte Moreville
- 1920 : A Woman Who Understood : Robert Knight
- 1920 : The Notorious Mrs. Sands de Christy Cabanne : Ronald Cliffe
- 1920 : The Thirtieth Piece of Silver : capitaine Peyton Lake
- 1920 : The Misfit Wife d'Edmund Mortimer : Peter Crandall
- 1921 : Big Game de Dallas M. Fitzgerald
- 1921 : Le Fruit défendu (Forbidden Fruit) de Cecil B. DeMille : Nelson Rogers
- 1921 : The House That Jazz Built : Frank Rodham
- 1921 : Sacred and Profane Love : Samson
- 1921 : Enchantement (Enchantment) de Robert G. Vignola : Ernest Eddison
- 1922 : Régina (Beauty's Worth) de Robert G. Vignola : Cheyne Rovein
- 1922 : La Vierge folle (The Young Diana) d'Albert Capellani et Robert G. Vignola : commandant Cleeve
- 1922 : Sur les marches d'un trône (When Knighthood Was in Flower) de Robert G. Vignola : Charles Brandon
- 1922 : Le Dernier des Don Farel (The Pride of Palomar) de Frank Borzage : Don Mike Farrell
- 1923 : Her Accidental Husband de Dallas M. Fitzgerald : Gordon Gray
- 1923 : Bavu : Mischa Vleck
- 1923 : Tiger Rose : Michael Devlin
- 1924 : Through the Dark : Boston Blackie
- 1924 : Wine : Carl Graham
- 1924 : The Breath of Scandal : Gregg Mowbry
- 1925 : Beauty and the Bad Man : Madoc Bill
- 1925 : Up the Ladder : James Van Clinton
- 1925 : The Unwritten Law
- 1925 : The Girl Who Wouldn't Work : William Norworth
- 1925 : With This Ring (en) : John Wendell
- 1925 : The Fate of a Flirt : James
- 1925 : When Husbands Flirt de William A. Wellman : Henry Gilbert
- 1926 : Shadow of the Law de Wallace Worsley : James Reynolds
- 1926 : Dancing Days : Ralph Hedman

- 1926 : Forest Havoc

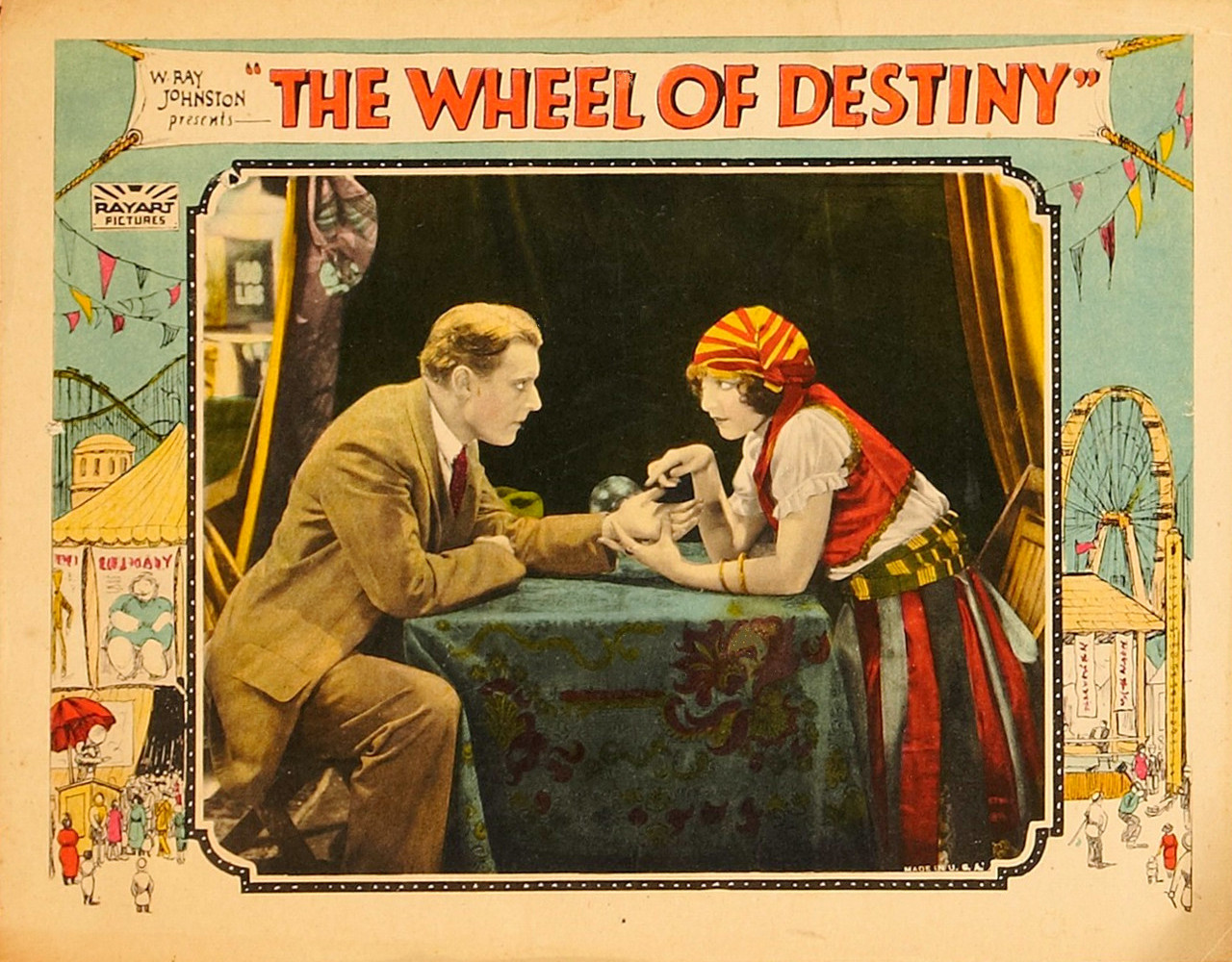
The Wheel of Destiny (1927).

- 1927 : The Climbers : Duke Córdova / El Blanco
- 1927 : Eve's Love Letters de Leo McCarey : Adam
- 1927 : La Volonté du mort (The Cat and the Canary) de Paul Leni : Charles 'Charlie' Wilder
- 1927 : The Wheel of Destiny
- 1928 : Bare Knees : John Longworth
- 1928 : Phantom of the Turf : Dunbarton
- 1928 : The Virgin Queen de R. William Neill : Sir Walter Raleigh
- 1928 : Into the Night : Gavin Murdock
- 1928 : Jazzland : Hamilton Pew
- 1929 : The Drake Case : Procureur de la République
- 1930 : The Love Kiss : Roger Jackson
- 1931 : Arizona de George B. Seitz : col. Bonham
- 1932 : Sin's Pay Day (en) de George B. Seitz : James Markey
- 1932 : Racing Youth : Sanford
- 1932 : The Rider of Death Valley : 'Doc' Larribee
- 1932 : False Faces : Procureur de la République
- 1936 : Show Boat de James Whale : gérant du théâtre de New York
- 1941 : Outlaws of the Desert : Charles Grant
- 1957 : The Tattered Dress de Jack Arnold : Hank Bell
- 1959 : Dans les griffes du vampire (Curse of the Undead), d'Edward Dein : le concierge de Dan